# RFEM
 (décembre 2023).
RFEM est un logiciel 3D de calcul aux éléments finis pour les analyses statique et dynamique ainsi que la vérification des structures en acier, béton armé, bois, verre et toile tendue pour le génie civil, l'ingénierie industrielle et mécanique ainsi que pour l'. Avec la technologie API Web Services, vos[Qui ?] propres applications peuvent être créées en contrôlant les objets contenus dans RFEM. Grâce à la mise à disposition de bibliothèques et de fonctions, vous pouvez[Qui ?] développer vos propres routines de post-traitement à l'aide des langages de programmation Python et C#. 
RFEM est utilisé par plus de 13 000 entreprises, 130 000 utilisateurs dans 132 pays et par de nombreuses universités .

## Fonctionnement et capacités de calcul
L'interface utilisateur de RFEM est intuitive et très conviviale avec des entrées de données graphiques ou via des tableaux pour une facilité de modélisation de plusieurs types d’objets dont notamment les éléments filaires (poutres, poteaux, ...), surfaciques (plaques, coques, ...) et solides.
Doté d'un moteur de calcul multi-cœur, il exécute assez rapidement les calculs de modèles simples, larges ou complexes.

## Intégration BIM
RFEM dispose de diverses interfaces pour l'échange de données dans le cadre du processus BIM. Toutes les données structurelles pertinentes sont enregistrées numériquement dans un maquette numérique qui traverse toute la phase de conception. Par exemple, le même modèle est utilisé dans les logiciels CAO et de calcul de structures par un transfert de fichiers ou bidirectionnel.
En plus des interfaces directes vers Autodesk AutoCAD, Autodesk Revit Structure, Autodesk Structural Detailing, Bentley Systems Applications (ISM) et Tekla, RFEM propose des échanges via les formats IFC et CIS/2, entre autres.